# Sivatipula
Sivatipula is een ondergeslacht van het geslacht van insecten Tipula binnen de familie langpootmuggen (Tipulidae).

## Soorten
Deze lijst van 8 stuks is mogelijk niet compleet.
- T. (Sivatipula) alhena (Alexander, 1953)
- T. (Sivatipula) bhishma (Alexander, 1964)
- T. (Sivatipula) filicornis (Brunetti, 1918)
- T. (Sivatipula) lackschewitziana (Alexander, 1928)
- T. (Sivatipula) mitocera (Alexander, 1927)
- T. (Sivatipula) parvauricula (Alexander, 1941)
- T. (Sivatipula) pullimargo (Alexander, 1951)
- T. (Sivatipula) suensoniana (Alexander, 1940)